# 10の平方根

直角を挟む2辺の長さが1,3の直角三角形の斜辺の長さはである。

10の平方根（じゅうのへいほうこん）は、平方して 10 になる実数である。正のものと負のものの2つがある。正の平方根は
{\displaystyle {\sqrt {10}}}
と書き、「ルート10」と読む。また、負の平方根は
{\displaystyle -{\sqrt {10}}}
である。以下、正の平方根について記述する。
{\displaystyle {\sqrt {10}}}は無理数であり、小数表示は
3.16227 76601 68379 33199 88935 44432 71853 37195…
である（オンライン整数列大辞典の数列 A010467）。無理数であることが知られているので、この数字の並びは循環しない。
語呂合わせでは「人丸は三色に並ぶ」などがある。最初の「人丸」は「10」の語呂合わせであり、実際の値の語呂合わせは「三色」以下である。

## 概説
- {\displaystyle {\sqrt {10}}}は代数的整数である。{\displaystyle {\sqrt {10}}}の有理数体 {\displaystyle \mathbb {Q} } 上の既約多項式は {\displaystyle x^{2}-10} である。
- {\displaystyle {\sqrt {10}}}の連分数表示は

{\displaystyle {\sqrt {10}}=3+{\cfrac {1}{6+{\cfrac {1}{6+{\cfrac {1}{6+{\cfrac {1}{6+{\cfrac {1}{6+{\cfrac {1}{6+{\cfrac {1}{\ddots }}}}}}}}}}}}}}}
となる。
- 円周率 {\displaystyle \pi =3.1415926535\cdots }の近似値として使われた。円周率#和算における円周率の取り扱いも参照。
- 直角を挟む2辺の長さが1,3である直角三角形の斜辺の長さは{\displaystyle {\sqrt {10}}}である。